# Sindutan
Sindutan is een bestuurslaag in het regentschap Kulon Progo van de provincie Jogjakarta, Indonesië. Sindutan telt 1775 inwoners (volkstelling 2010).